# Pseudophryne dendyi
Pseudophryne dendyi är en groddjursart som beskrevs av Lucas 1892. Pseudophryne dendyi ingår i släktet Pseudophryne och familjen Myobatrachidae. IUCN kategoriserar arten globalt som livskraftig. Inga underarter finns listade i Catalogue of Life.